# Krückau
Krückau er et vandløb i det nordlige Tyskland i delstaten Holsten. Det er en biflod til Elben.
53°42′52″N 9°30′43″Ø / 53.714387°N 9.511843°Ø